# Вигнання торговців з храму

Ель Ґреко «Вингання торговців з храму», 1568, Національна галерея мистецтва

Ви́гна́ння торго́вців з хра́му — історія яка описується у Біблії в Євангелії від Івана (Ів. 2:13–17).
Ісус Христос прийшов у Єрусалим на свято Пасхи. Коли він зайшов у храм, то побачив великий безлад: там продавали волів, овець і голубів, а за столами сиділи міняльники грошей. Дзвін монет та мукання корів, бекання овець, гомін людей, суперечки за ціни, — все це нагадувало не храм, а базар. Побачивши це, Ісус зробив собі з мотузок бич і прогнав з храму усіх торговців та їхню худобу, поперекидав столи міняльникам та порозсипав їхні гроші. При цьому він сказав продавцям і міняльникам: «Заберіть усе це звідси й не перетворюйте дім Отця Мого на базар!». Ніхто не посмів не послухатися Ісуса.
Начальники храму розлютилися. Юдеї підійшли до Ісуса і запитали: «Яке чудо здійсниш нам у доказ того, що маєш право робити це?»
А Ісус відповів їм: «Зруйнуйте храм цей, і Я відбудую його знову за три дні». Під храмом Ісус мав на увазі Своє тіло, і цими словами провістив, що коли його вб'ють, Він воскресне на третій день.
Та юдеї не зрозуміли Його слів і запитали знову: «Цей храм будували сорок шість років, а Ти збираєшся відбудувати його за три дні?». Та коли Ісус Христос воскрес із мертвих, то його учні згадали ці слова й повірили їм.
| Євангеліє               | Цитата |
| ----------------------- | --- |
| Від Івана (Ів. 2:13–25) | \| \| Через те, що наближалася юдейська Пасха, Ісус рушив до Єрусалима. Прийшовши до храму, Ісус побачив там людей, що продавали худобу, овець та голубів. Він також побачив мінял, що сиділи за столами. Тоді, сплівши з мотузки батога, Він повиганяв усіх із храму геть, разом з вівцями та худобою. Поперевертавши столи мінял, Він порозкидав їхні гроші. До тих, що продавали голубів, Він мовив: «Заберіть усе це звідси й не перетворюйте дім Отця Мого на базар!» І згадали Його учні, що написано у Святому Письмі: «Ревнощі до дому Твого з'їдають мене». Юдеї запитали Ісуса: «Яке чудо здійсниш нам у доказ того, що маєш право робити це?» У відповідь Ісус мовив: «Зруйнуйте храм цей, і Я відбудую його знову за три дні». І сказали юдеї: «Цей храм будували сорок шість років, а Ти збираєшся відбудувати його за три дні?» Та говорячи про храм, Ісус мав на увазі тіло Своє. Після того, як Він воскрес із мертвих, Його учні згадали, що Він казав про це, і повірили і в Святе Письмо, і в слова Ісусові. Коли Ісус був у Єрусалимі в дні Пасхи, багато хто повірив у Нього, бо побачили дива, здійснені Ним. Та Ісус не довіряв їм, бо знав їх усіх. Не потребував Він і нічиїх розповідей про людську природу, бо знав, що вони мають на серці. \| |
|                         | Через те, що наближалася юдейська Пасха, Ісус рушив до Єрусалима. Прийшовши до храму, Ісус побачив там людей, що продавали худобу, овець та голубів. Він також побачив мінял, що сиділи за столами. Тоді, сплівши з мотузки батога, Він повиганяв усіх із храму геть, разом з вівцями та худобою. Поперевертавши столи мінял, Він порозкидав їхні гроші. До тих, що продавали голубів, Він мовив: «Заберіть усе це звідси й не перетворюйте дім Отця Мого на базар!» І згадали Його учні, що написано у Святому Письмі: «Ревнощі до дому Твого з'їдають мене». Юдеї запитали Ісуса: «Яке чудо здійсниш нам у доказ того, що маєш право робити це?» У відповідь Ісус мовив: «Зруйнуйте храм цей, і Я відбудую його знову за три дні». І сказали юдеї: «Цей храм будували сорок шість років, а Ти збираєшся відбудувати його за три дні?» Та говорячи про храм, Ісус мав на увазі тіло Своє. Після того, як Він воскрес із мертвих, Його учні згадали, що Він казав про це, і повірили і в Святе Письмо, і в слова Ісусові. Коли Ісус був у Єрусалимі в дні Пасхи, багато хто повірив у Нього, бо побачили дива, здійснені Ним. Та Ісус не довіряв їм, бо знав їх усіх. Не потребував Він і нічиїх розповідей про людську природу, бо знав, що вони мають на серці.          |